# Andøya (nationale toeristenweg)

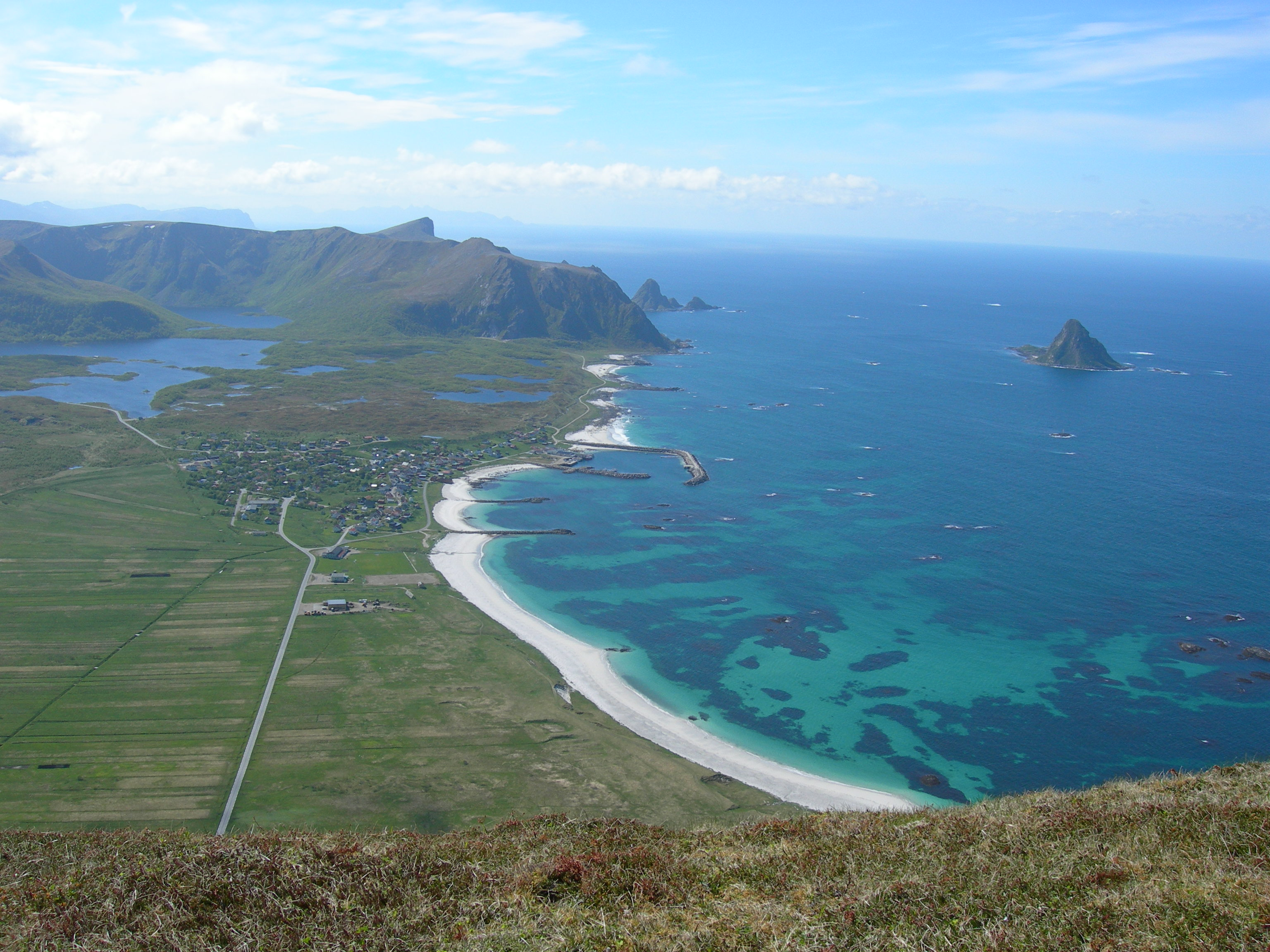

Andøya is een nationale toeristenweg op Andøya in Noorwegen. De bewegwijzerde route is 58 kilometer lang en loopt van Andenes tot Bjørnskinn. Stopplaatsen zijn Kleivodden en Bukkekerkja.